# Панславянские языки
Панславянские языки — обобщающее название зонально сконструированных языков для общения народов славянской языковой группы.

## Причина создания панславянских языков
Славяне — самая многочисленная группа народов в Европе, хотя и довольно раздробленная. В настоящее время насчитывается 18 «живых» славянских языков:
- Белорусский язык (Беларуская мова) — 4-7 млн чел.
- Болгарский язык (Български език) — 9 млн чел.
- Боснийский язык (Bosanski jezik) — 2 млн чел.
- Верхнелужицкий язык (Hornjoserbska rěč) — 0,04 млн чел.
- Заподнополесский язык (заходнёполіськая мова) – неизвестно.
- Кашубский язык (Kaszëbsczi jãzëk) — 0,15 млн чел.
- Македонский язык (Македонски јазик) — 1,5-3 млн чел.
- Нижнелужицкий язык (Dolnoserbska rěc) — 0,014 млн чел.
- Польский язык (Język polski, Polszczyzna) — 40 млн чел.
- Русинский язык* (Русиньскый язык, руська бесіда) - 0,09 млн чел.
- Русский язык — 170 млн чел., ещё 100—150 млн чел. используют его для межнационального общения.
- Сербский язык (Српски језик) — более 12 млн чел.
- Силезский язык* (Ślůnsko godka) — 0,06 млн чел.
- Словацкий язык (Slovenský jazyk, Slovenčina) — 6 млн чел.
- Словенский язык (Slovenski jezik, Slovenščina) — 2 млн чел.
- Украинский язык (Українська мова) — 45 млн чел.
- Хорватский язык (Hrvatski jezik) — 6,2 млн чел.
- Черногорский язык* (Crnogorski jezik/Црногорски језик) — 0,145 млн чел.
- Чешский язык (Český jazyk, Čeština) — 12 млн чел.

Число 18 несколько условно, с одной стороны, некоторые славянские языки делятся ещё и на диалекты, а с другой стороны — не по всем языкам сложилось единое мнение, язык это или диалект (например, силезский, русинский и черногорский некоторые считают диалектами (помечено*)).
Такая языковая раздробленность, несомненно, мешает общению славян. Часто представителям славянских народов приходится прибегать к английскому языку, чтобы общаться друг с другом. Между тем славянские языки близки и легки для понимания и изучения славянами. Схожесть языков и необходимость взаимного общения славянских народов постоянно вдохновляла различных людей к созданию панславянских языков.

## Создание панславянских языков в Средние века

### Старославянский язык
По всей видимости, первым опытом создания панславянского языка можно считать деятельность Кирилла и Мефодия. Возможно, именно они сконструировали старославянский язык, которым и теперь (в виде церковнославянского языка) пользуются Русская православная церковь, Русская православная церковь за рубежом и другие православные конфессии.
Язык был схож с древними славянскими языками, но не был идентичен ни одному из них.

### Русски език (проект создания панславянского языка)
Хорват Юрий Крижанич задумал создать единый славянский язык. Находясь в ссылке в Сибири, он с этой целью написал «Граматично изказанье об руском езику» (1661), предупредив читателей, что он имеет в виду не один какой-либо славянский язык, а язык всех славян. Словарный состав им был взят в основном из русского, сербского и хорватского языков. Крижанич считал русский язык старшим из языков славянской группы, а остальные языки — произошедшими от него.

## Создание панславянских языков в XIX-XX веках

### Универсальный славянский язык
В XIX веке попытку создать панславянский язык предпринял словак Ян Геркель (Ján Herkeľ). В 1826 г. он создал Univeralis Lingua Slavica — универсальный славянский язык, также известный как всеславянский язык. По данной тематике им были опубликованы работы «Elementa universalis linguae Slavicae», Budae/Budapest, 1826 и «Zaklady vseslovanskeho jazyka», Vienna, 1826.

### Славина
Славина (эсп. Slava Esperanto), создан Иосифом Конечным (Josef Konečný) в 1912 г. в Праге. Им опубликована брошюра из 32 страниц «Mluvnička slovanského esperanta Slavina»
Пример:
«Хей, Словане, наши лепо
словано рѣч маме, 
докуд наше вѣрне серце про
наш народ даме.»

### Непослава
Всеволод Евграфович Чешихин в 1913 году создал систему создания зонально сконструированных языков путём присоединения к национальным корням слов аффиксов эсперанто. Данную систему он назвал «непо» («nepo» на эсперанто). В 1915 году он создает непо-язык на основе славянской лексики — непослава.

### Междуславянский язык
Междуславянский язык (Mežduslavjanski jezik) был создан чехословацкими лингвистами в 1954—1958 гг. под руководством писателя-эсперантиста Йиржи Карена (чеш. Jiří Karen), известного также как Владислав Подмеле (чеш. Ladislav Podmele).
Пример фразы на междуславянском языке: «V meždunarodnich jezikach dlužno stvorit taki cennosti, ktori budu znacit veliki prinos v oblasti nauk, izučenija jezikov, techniki, umenij itd.».

## Создание панславянских языков в век Интернета

### Словио
Словио (Slovio) — это язык, созданный словаком Марком Гучко. Словио разрабатывался с упором на максимальную лёгкость понимания и обучения. Имеет сильно упрощённую грамматику без падежей и родов. Использует основной латинский алфавит без диакритических знаков, что гарантирует набор в словио на любом компьютере без необходимости установки дополнительной раскладки клавиатуры и корректное изображение текстов словио на любом компьютере.
Пример:
Nasx otec ktor es vo nebo,
Sanktju es tvoi imen.
Tvoi kralenie pridib.
Tvoi hcenie bu na zemla takak na nebo.
Darij mi dnes nasx denju hleb.
I uprostij mi nasx grehis takak mi uprostime tamktor grehitu protiv mi.
I ne vestij mi vo pokusenie, no spasij mi ot zlo.

### Междуславянский
Межславянский язык — общеславянский язык, основанный на языковом материале старославянского и живых славянских языков, уникальный тем, что понятен любому носителю языков славянской группы без предварительного изучения. Возник в 2017 году как результат слияния проектов Словянски (2006), Словиоски (2009) и Новословенски (2009).
Пример:
Отче наш, кторы јеси в небесах,
нехај свети се име Твоје.
Нехај пријде краљевство Твоје,
нехај буде вольа Твоја, како в небу тако и на земји.
Хлєб наш всакоденны дај нам днес,
и одпусти нам наше грєхы,
тако како мы одпушчајемо нашим грєшникам.
И не введи нас в покушенје,
але избави нас од злого.

## Выбор алфавита для панславянских языков
Существенное значение для понимания языка имеет выбранный алфавит. Исторически сложилось так, что славянские народы используют алфавиты, построенные на основе латиницы или кириллицы.

### Старославянский вариант кириллицы
Достоинства — большое (около 40) количество знаков даёт возможность точно передавать звуки славянских языков.
Недостатки — трудности отображения и набора на компьютере, также значки этой азбуки малопонятны современному читателю.
Из-за этих недостатков алфавит не используется для создания панславянских языков.

### Современные варианты кириллицы
Достоинства — хорошо понятны большой части славян: русскоязычным, украиноязычным, белорусоязычным, болгароязычным и людям из бывшей Югославии. Недостатки — знаки кириллицы очень непонятны всему остальному миру, для набора требуется установить дополнительную раскладку клавиатуры, желательно и саму кириллическую клавиатуру, для правильного отображения требуются соответствующие настройки, желательно использование только программ, поддерживающих юникод. Кроме того, различные варианты современных кириллиц могут внести путаницу, так, русское «ы» соответствует украинскому «и», а русский знак «ъ» — это совсем не то же самое, что болгарская буква «ъ». Некоторые значки из современных кириллиц непонятны носителям языков, использующих другие варианты кириллиц. Вследствие указанных недостатков кириллицу для панславянских языков используют редко, но для облегчения разумения людям, говорящим на использующих кириллицу языках, некоторые панславянские языки предусматривают возможность транслитерации в кириллицу.

### Латиница с диакритическими знаками
Достоинства — на один звук тратится одна буква, произношение букв без диакритики примерно понятно всем народам, использующим латиницу и большинству людей, пользующихся кириллицей.
Недостатки — необходимость установки дополнительной раскладки клавиатуры, и это при том, что выбор не совсем прост, ведь «панславянского» языка в списке языков в компьютере пока нет. Возможна путаница с произношением знаков с диакритикой. Возможно некорректное отображение отдельных знаков.
Широко используется при создании панславянских языков, несмотря на недостатки.

### Латиница без диакритических знаков
Достоинства — без проблем набирается и отображается на любом компьютере, не требуется установки дополнительной раскладки клавиатуры, произношение большинства букв приблизительно понятно всем народам, использующим латиницу и большинству людей, использующих кириллицу.
Недостатки — для отображения некоторых звуков требуется сочетание из 2 букв (иногда из большего количества букв).
В силу исторических причин для создания панславянских языков используется редко, но в последнее время стала использоваться чаще.

## Распространённость панславянских языков
Как правило, носителем создаваемых панславянских языков является только их создатель, реже — небольшая группа лиц. Исключения составляют церковнославянский язык, распространившийся более остальных панславянских языков благодаря политической поддержке, и межславянский язык, у которого около 20 000 носителей.